# Эйкан-до

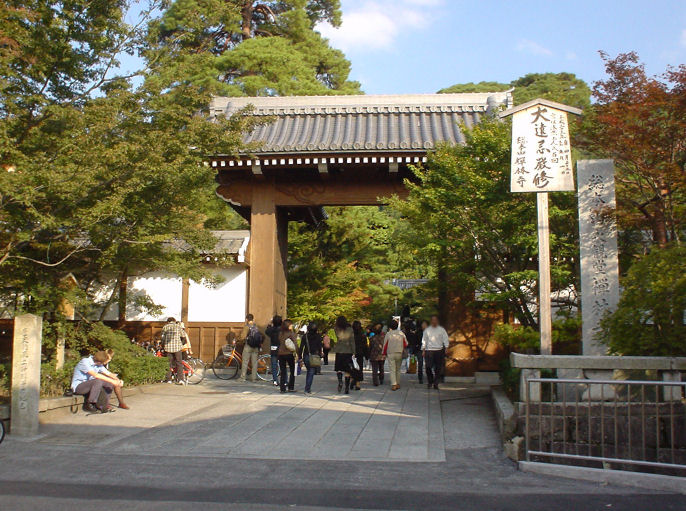
Ворота храма

Храм Эйкандо

Сад храма Эйкандо

Эйкан-до (яп. 永観堂) — храм в Сакё в восточной части Киото школы дзёдо-сю, официальное название храма — Дзэнрин-дзи  (яп. 禅林寺).

## История
Храм Дзэнрин-дзи был основан в 863 году, позднее он стал центром подшколы Сэйдзан Дзэнро-дзи, которую основал Сэйдзан (иначе Сёку). Название Эйкан-до закрепилось за храмом по имени седьмого патриарха школы Ёкана Рисси.
Храм знаменит статуей Микаэри Амиды (оглядывающийся назад Будда Амида), и клёнами, листья которых становятся красными в ноябре.
Первые 220 лет это был храм школы сингон-сю, первым настоятелем храма был Синдзё (797—873), а седьмым — Ёкан (1033—1111).
Следующие 140 лет до настоятеля Дзёхэна (1166—1224) храм совмещал учение школы сингон-сю с учением о Чистой Земле на основе школы санрон-сю.
C 1224 года храм перешёл во владения школы дзёдо-сю. Хотя Дзёхэн был служителем школы сингон, он настолько вдохновился сочинениями Хонэна, что стал глубоко предан его учению.
Дзёхэн номинально назначил Хонэна одиннадцатым настоятелем, а потом передал эту должность Сёку (1177—1247), одному из наиболее известных учеников Хонэна, от которого произошла подшкола Сэёдзан, провозглашённая его учеником Дзёоном (1201—1271).
Храм стал знаменит во время правления Ёкана (его звали также Эйкан), который прославился своей добротой и милосердием. Ёкан много помогал бедным, построил при храме больницу и выращивал сливовые деревья, чтобы кормить бедных лекарственными сливами.
Ранним утром 15 февраля 1082 года Ёкан прогуливался перед алтарём и читал Нэмбуцу. Неожиданно Амида сошёл с алтаря и пошёл вперёд. Ёкан замешкался и перестал идти, в этот момент Амида полуобернулся назад и сказал ему: «Ёкан, ты очень медлительный!». Ёкан был глубоко потрясён. Он попросил Амиду остаться в этой позе полуоборота назад. С тех пор в храме стоит знаменитая статуя Микаэри Амида. Её поза выражает глубокое сострадание, Амида дожидается людей, которые придут к нему в глубокой вере.
Во время войны годов Онин (1467—1477) храм был полностью разрушен и оставался в руинах до 1472 года. Восстановление храма длилось несколько поколений и закончилось в XVI веке.
В начале периода Мэйдзи (1868—1912) правительство объявило синтоизм главной религией и стало ограничивать буддизм. Это привело также к разрушению большого количества храмов и статуй Будды по всей Японии. Храм Эйкандо был также разрушен, но потом восстановлен.
В храме Эйкандо хранятся также Национальные сокровища Японии.